# Stripped World Tour
Stripped World Tour è la terza tournée di Christina Aguilera, cominciata il 22 settembre 2003 ad Amburgo e che ha toccato l'Europa, il Giappone e l'Australia. Il tour si è concluso il 17 dicembre a Melbourne, arrivando ad incassare 90 milioni di dollari.
Il tour supporta il secondo album della cantante, Stripped, ed è la continuazione del Justified & Stripped Tour.
Visto il successo del precedente tour con Justin Timberlake per il   Nord America, vennero programmate delle altre date nordamericane insieme al rapper Chingy tra novembre del 2003 e luglio del 2004, ma furono cancellate per via di problemi alle corde vocali della cantante.

## Sinossi del concerto
Lo spettacolo inizia con un video introduttivo accompagnato in sottofondo dalla Stripped Intro: nel video la Aguilera è seduta su una sedia con le mani legate ed una benda sugli occhi. Compaiono, una dopo l'altra, le parole "scandal", "gossip" e "lies". Mostrando la lingua si vede una chiave; Aguilera riesce a liberarsi e sulle note del brano si spoglia. Al termine del video si intravede la scenografia sul palco e parte l'introduzione di Dirrty; un velo cade e compare Christina che termina la canzone. Segue Get Mine, Get Yours. L'outfit della Aguilera è composto da un body nero con e pantaloni in pelle neri entrambi con dettagli rosa fluo. Segue la ballad The Voice Within: l'Aguilera indossa un lungo cappotto nero. Al termine della canzone abbandona il palco per lasciare spazio ai ballerini che intraprendono una danza del ventre con in sottofondo una musica in stile egiziano. L'Aguilera ricompare incatenata ad una grossa X per cantare Genie in a Bottle. Viene poi liberata dai ballerini. Saltano subito all'occhio i suoi polsi legati a delle strisce rosa fluo che terminano sui pantaloni. Parte così Can't Hold Us Down: dietro di lei le sue ballerine, con indosso una giacca da motociclista, legano i ballerini "al guinzaglio" ed eseguono la coreografia; dopo averli liberati avanzano insieme a Christina per poi tornare ad eseguire la coreografia insieme ai ragazzi. Durante la parte cantata da Lil' Kim anche Christina viene vestita con un giubbotto da motociclista. Dietro ad una rete interpreta poi Make Over. 

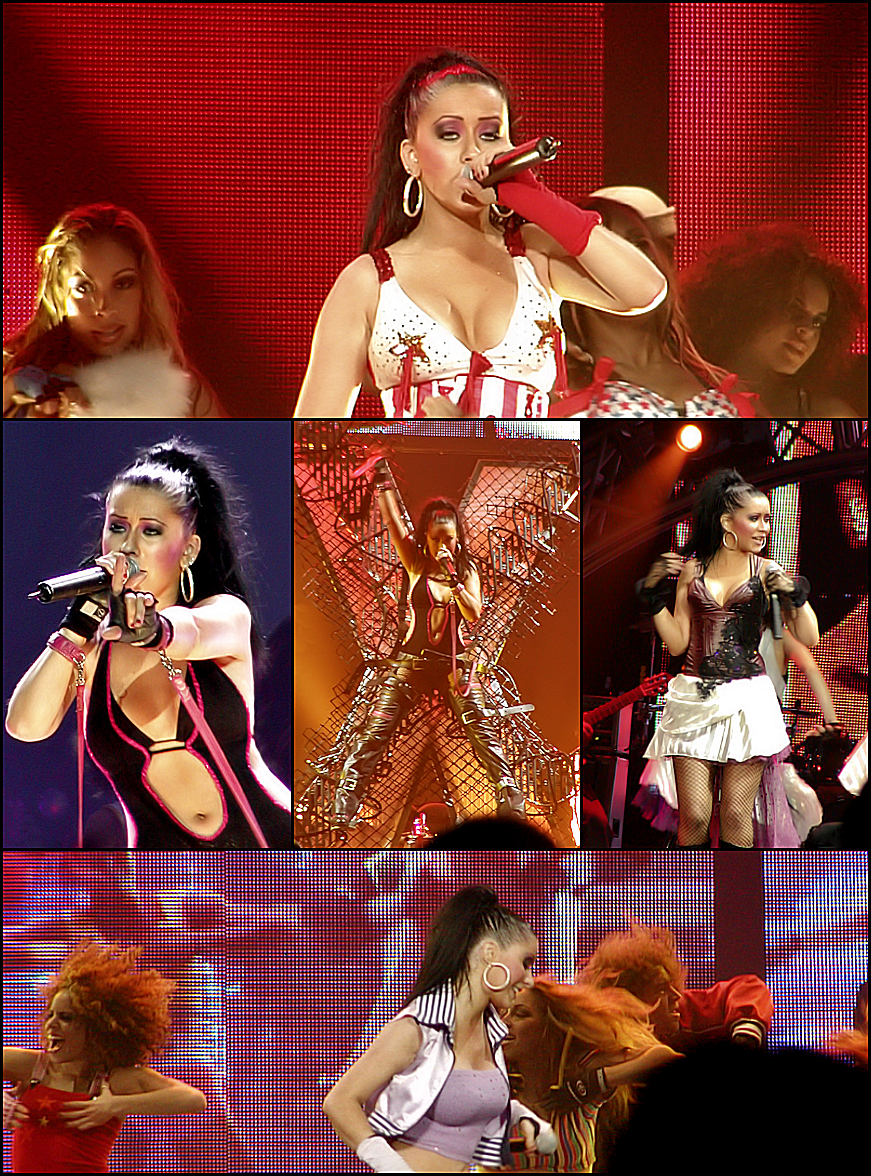
Un mix di foto dallo Stripped World Tour

Segue una breve dance interlude in cui i ballerini si cimentano in una salsa per fare entrare gli spettatori nel mood delle prossime canzoni: un madley di Contigo en La Distancia e Falsas Esperanzas, brani tratti dal suo album inciso in lingua spagnola Mi reflejo. Al termine della performance scherza con un ballerino che le ha levato la gonna "solo perché il mio album si chiama Stripped non significa che puoi togliermi i vestiti di dosso" promettendo poi alle ragazze del pubblico che anche i ballerini uomini si sarebbero spogliati. Segue Infatuation. Segue una delle sue hit di maggiore successo, Come On Over (All I Want Is You), in versione acustica. Lo show procede con la ballad Cruz. 
Piccola interruzione con un video interlude di Loving Me 4 Me, per poi passare ad Impossible. L'Aguilera indossa un abito rosso di seta con sopra una giacca. Tolta la giacca reinterpreta At Last di Etta James, la sua più grande fonte di ispirazione.
Nuovo cambio di outfit e di atmosfera per Lady Marmalade, in cui sia le ballerine che Christina indossano lingerie mentre i ballerini sono vestiti da marinai.
Per Walk Away l'Aguilera indossa un completo da uomo ed un cappellino rosa. La performance si svolge con lei seduta su una sedia che canta mentre un ballerino su una piattaforma limitata da 4 pali balla in maniera sensuale; Christina rimane sola e muovendosi sul palco inizia a spogliarsi. Ricompare il ballerino che continua la coreografia e mentre lei si concentra si vocalizzi finali lui scherza col pubblico fingendo di spogliarsi. Stesso outfit per la terzultima canzone della serata: la potente Fighter. 
Parte poi un video di Stripped pt. 2 dove, a differenza del video introduttivo, vengono mostrati soprattutto gli occhi di Christina. Si riparte con What a Girl Wants, celeberrima hit del suo primo album. Christina indossa una mini-tutina rosa.
Ultima canzone è la celebre ballad Beautiful. Per questa ultima performance l'outfit scelto è semplice: una t-shirt bianca con la scritta "God sees no color" e jeans.

## Scaletta del tour
Intro - Stripped Intro (video)
1. Dirrty
2. Get Mine, Get Yours
3. The Voice Within
4. Genie in a Bottle (remix indiano)
5. Can't Hold Us Down
6. Make Over
7. Contigo en La Distancia
8. Falsas esperanzas
9. Infatuation
10. Come on Over (All I Want Is You) (versione acustica)
11. Cruz

Loving Me 4 Me (video interlude)
1. Impossible
2. At Last
3. Lady Marmalade
4. Walk Away
5. Fighter

Interlude - Stripped pt. 2 (video)
1. What a Girl Wants
2. Beautiful

## Date del tour
| Data              | Città                | Paese       | Luogo                                     |
| ----------------- | -------------------- | ----------- | ----------------------------------------- |
| Europa            |                      |             |                                           |
| 22 settembre 2003 | Amburgo              | Germania    | Color Line Arena                          |
| 24 settembre 2003 | Copenaghen           | Danimarca   | Forum                                     |
| 26 settembre 2003 | Stoccolma            | Svezia      | Globen Arena                              |
| 27 settembre 2003 | Oslo                 | Norvegia    | Oslo Spektrum                             |
| 29 settembre 2003 | Berlino              | Germania    | Arena                                     |
| 30 settembre 2003 | Dresda               | Germania    | Messehalle                                |
| 3 ottobre 2003    | Rotterdam            | Paesi Bassi | Ahoy                                      |
| 4 ottobre 2003    | Colonia              | Germania    | Coloniae Arena                            |
| 10 ottobre 2003   | Stoccarda            | Germania    | Schleyerhalle                             |
| 12 ottobre 2003   | Anversa              | Belgio      | Sportpaleis                               |
| 14 ottobre 2003   | Monaco di Baviera    | Germania    | Olympiahalle                              |
| 15 ottobre 2003   | Vienna               | Austria     | Wiener Stadthalle                         |
| 17 ottobre 2003   | Francoforte sul Meno | Germania    | Festhalle                                 |
| 18 ottobre 2003   | Zurigo               | Svizzera    | Hallenstadion                             |
| 20 ottobre 2003   | Milano               | Italia      | Mediolanum Forum di Assago                |
| 22 ottobre 2003   | Barcellona           | Spagna      | Palau Sant Jordi                          |
| 24 ottobre 2003   | Parigi               | Francia     | Le Zenith                                 |
| 25 ottobre 2003   | Birmingham           | Regno Unito | NEC Arena                                 |
| 27 ottobre 2003   | Manchester           | Regno Unito | Manchester Evening News Arena             |
| 28 ottobre 2003   | Glasgow              | Regno Unito | Scottish Exhibition and Conference Centre |
| 30 ottobre 2003   | Belfast              | Regno Unito | Odyssey Arena                             |
| 31 ottobre 2003   | Dublino              | Irlanda     | The Point                                 |
| 2 novembre 2003   | Londra               | Regno Unito | Wembley Arena                             |
| 3 novembre 2003   | Londra               | Regno Unito | Wembley Arena                             |
| 5 novembre 2003   | Londra               | Regno Unito | Wembley Arena                             |
| 7 novembre 2003   | Birmingham           | Regno Unito | NEC Arena                                 |
| 8 novembre 2003   | Sheffield            | Regno Unito | Hallam FM Arena                           |
| 10 novembre 2003  | Newcastle            | Regno Unito | Telewest Arena                            |
| 11 novembre 2003  | Manchester           | Regno Unito | Manchester Evening News Arena             |
| Giappone          |                      |             |                                           |
| 1º dicembre 2003  | Tokyo                | Giappone    | Tokyo International Forum                 |
| 2 dicembre 2003   | Tokyo                | Giappone    | Tokyo International Forum                 |
| 3 dicembre 2003   | Tokyo                | Giappone    | Tokyo International Forum                 |
| Australia         |                      |             |                                           |
| 8 dicembre 2003   | Sydney               | Australia   | Sydney Entertainment Centre               |
| 9 dicembre 2003   | Sydney               | Australia   | Sydney Entertainment Centre               |
| 11 dicembre 2003  | Melbourne            | Australia   | Rod Laver Arena                           |
| 12 dicembre 2003  | Melbourne            | Australia   | Rod Laver Arena                           |
| 14 dicembre 2003  | Brisbane             | Australia   | Brisbane Entertainment Centre             |
| 16 dicembre 2003  | Adelaide             | Australia   | Adelaide Entertainment Centre             |
| 17 dicembre 2003  | Melbourne            | Australia   | Rod Laver Arena                           |